# محمد حسن (مغني)
محمد حسن هو مغني مصري، ولد في 3 ديسمبر 1983 في الجيزة في مصر.